# Лудвиг III фон Франкенщайн
Лудвиг III фон Франкенщайн (на немски: Ludwig III von Frankenstein; * пр. 1219; † сл. 11 януари 1263/сл. 1265) е господар на Франкенщайн в Оденвалд.

## Произход
Той е син на Алберт I фон Франкенщайн († сл. 1233) и внук на Лудвиг II фон Франкенщайн-Ебенхаузен († сл. 1197). Правнук е на граф Лудвиг I фон Ленгсфелд-Франкенщайн († сл. 1164) и фон Цимерн. Праправнук е на граф Попо II фон Хенеберг († 1118) и Беатрикс фон Глайхен († 1120), дъщеря на граф Ервин I фон Глайхен (1040 – 1116) и Хелинбург фон Лора (1080 – 1133)..

## Деца
Лудвиг III фон Франкенщайн има две деца:
- Хайнрих I фон Франкенщайн († сл. 22 декември 1295/сл. 5 януари 1297), женен за Лукардис фон Щернберг († сл. 1 февруари 1312), дъщеря на Алберт фон Щернберг († 1253/1255)
- Агнес фон Франкенщайн († 14 май 1272, погребана в Нордхаузен), омъжена пр. 24 април 1267 г. за граф Фридрих фон Щолберг-Фокщет († сл. 30 ноември 1275 или 1282)